# Sciroforie

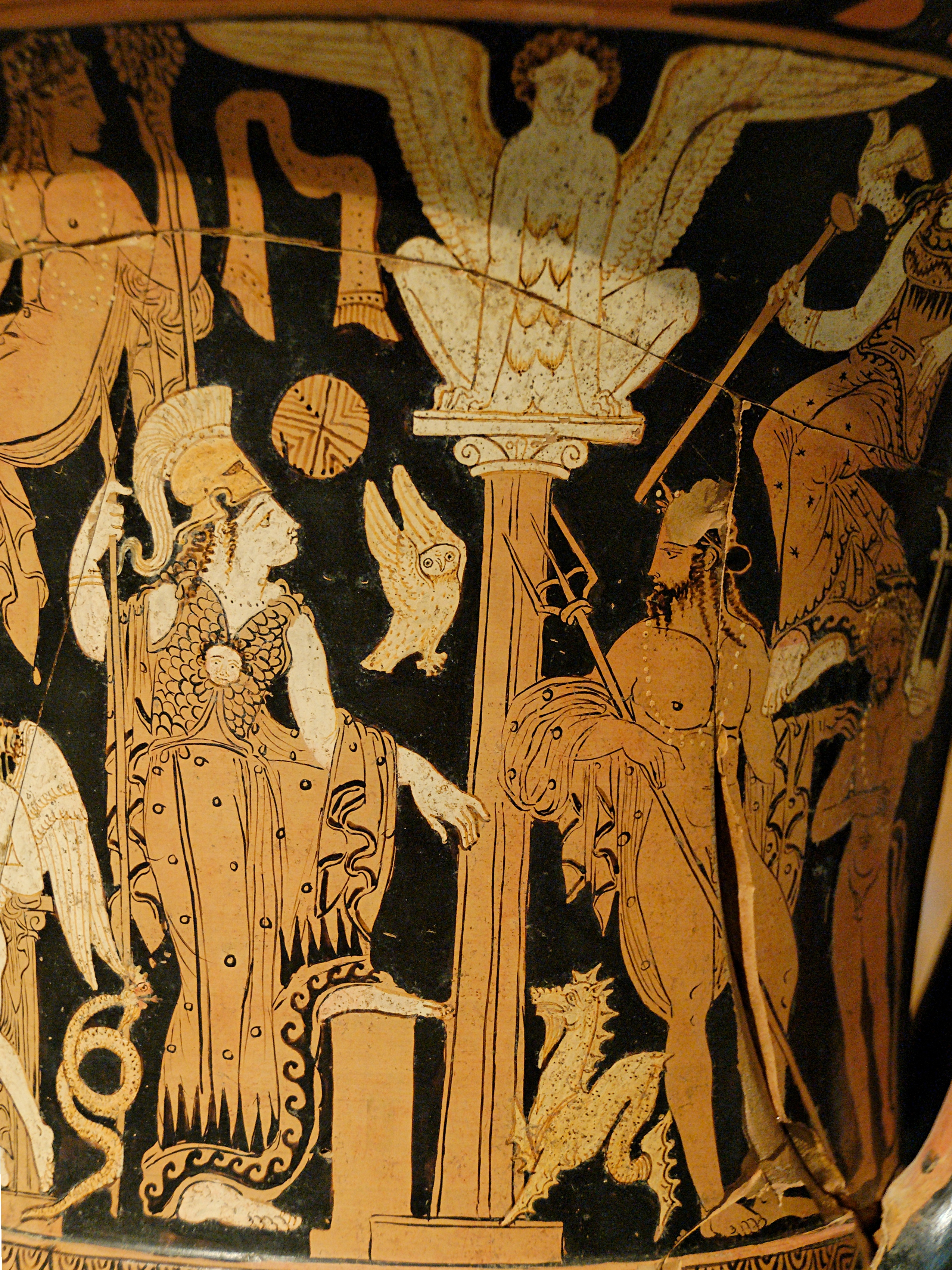
Atena e Poseidone

Le Sciroforie (in greco antico: Τα Σκιροφόρια?) erano feste che si svolgeva nell'antica Atene, in onore di Demetra o di Atena, il 12 del mese di Sciroforione, inizio dell'estate.

## Storia
Sembra facessero parte del ciclo delle Tesmoforie in onore di Demetra. In particolare, secondo uno scolio di Luciano di Samosata, sembra che durante le Sciroforie si gettassero dei maialini vivi in una grotta, a meno che non fossero delle statuette. I cadaveri, o le statuette, venivano poi ricuperate più tardi, durante la festa delle Tesmoforie, per mischiarli con i semi. Come per le Tesmoforie, solo le donne sposate potevano parteciparvi.
Secondo un'altra versione, le feste erano dedicate ad Atena. Durante la festa si svolgeva un corteo guidato dalla sacerdotessa di Atena e dal sacerdote di Poseidone Eretteone i quali, sotto un baldacchino bianco, si recavano dal loro tempio sull'Acropoli di Atene verso un luogo chiamato Sciro, sulla strada di Eleusi.
Questa processione avrebbe commemorato la morte di Eretteo, uno dei primi re di Atene che, secondo il mito, sarebbe morto combattendo contro gli Eleusini. Poiché si svolgevano all'inizio dell'estate, durante le Sciroforie si invocava la protezione di Atena Scirade contro il caldo eccessivo.